# Bulbophyllum cirrhoglossum
Bulbophyllum cirrhoglossum là một loài phong lan thuộc chi Bulbophyllum.